# Protaphis kenanae
Protaphis kenanae är en insektsart. Protaphis kenanae ingår i släktet Protaphis och familjen långrörsbladlöss. Inga underarter finns listade i Catalogue of Life.